# Oxypetalum suboppositum
Oxypetalum suboppositum är en oleanderväxtart som beskrevs av Gustaf Oskar Andersson Malme. Oxypetalum suboppositum ingår i släktet Oxypetalum och familjen oleanderväxter. Inga underarter finns listade i Catalogue of Life.